# I. Miksa bajor király
I. Miksa József (Schwetzingen, Pfalzi Választófejedelemség, 1756. május 27. – München, Bajorország, 1825. október 13.), Bajorország első királya 1806 januárjától 1825 októberében bekövetkezett haláláig. 1799 februárjától ő volt a Szent Római Birodalom utolsó pfalzi és bajor választófejedelme 1805-ös bajor királyi címre való lemondásáig.
A Wittelsbach-ház pfalzi ágának zweibrücken–birkenfeldi mellékágából származott. Fivére, II. Károly Ágost 1795-ös utód nélküli elhunytakor lett Zweibrücken hercege, majd Károly Tivadar 1799-es fiúörökös nélküli halálával szállt rá a pfalzi és a bajor uralkodói cím. Miksa József tehetségesen kormányozta országát a napóleoni háborúk időszakában: felismerve Bonaparte Napóleon erejét francia szövetséges lett, így a császár támogatásával a harmadik koalíciós háborút lezárzó pozsonyi béke értelmében lemondott választófejedelmi rangjáról és az újonnan létrehozott Bajor Királyság első monarchája vált belőle.
A békeszerződés értelmében alakult királysága a Rajnai Szövetség tagja lett, jelentős területi nyereségekkel együtt. Azonban 1813-ban, a lipcsei csata előtt kiléptette országát a Szövetségből, hogy Ausztria és Poroszország oldalára álljon, visszaszolgáltatva több nyugat-ausztriai területet, országa későbbi sértetlensége miatt. A bécsi kongresszus során megtarthatta királyi címét, amit egészen 1825-ös haláláig viselt. Uralkodása alatt központosította az államigazgatást, modernizálta az ipart, támogatta az oktatást és a művészeteket, és 1818-ban még alkotmányt is elfogadott, ami egy korlátozott parlamenti rendszert hozott létre. Politikája és reformjai megalapozták országa későbbi függetlenségét.

## Élete

### Származása
Frigyes Mihály zweibrücken–birkenfeldi palotagróf, német-római császári tábornagy (1724–1767) és Mária Franciska sulzbachi palotagrófnő (1724–1794) legkisebbik gyermeke, második fia volt. Szülei házasságából négy testvér született:
- Károly Ágost Keresztély (1746–1795), rajnai palotagróf és Zweibrücken hercege, aki 1774-ben Mária Amália szász hercegnőt (1757–1831) vette feleségül,
- Kelemen Ágost (1749–1750), kisgyermekként meghalt,
- Mária Amália Auguszta (1752–1828), aki 1769-ben I. Frigyes Ágost szász királyhoz (1750–1827) ment feleségül,
- Mária Anna (1753–1824), aki 1780-ban Vilmos bajor herceg (Wilhelm in Bayern, 1752–1837) felesége, ezzel Erzsébet császárné és királyné dédanyja lett.
- Miksa József (1756–1825), Pfalz-Zweibrücken uralkodó hercege, majd Bajorország első királya.

### Herceg és választófejedelem
Bátyjának, Károly Ágost Keresztély hercegnek 1795-ben bekövetkezett halála után Miksa lett a Pfalz-Zweibrückeni Hercegség uralkodója. Amikor megörökölte a címet, birtokainak nagy része osztrák megszállás alatt állt, szétszórva az országban.
1799 februárjában, a Münchenben regnáló Károly Tivadar pfalzi és bajor választófejedelem (Karl Theodor von Pfalz und Bayern, 1724–1799) – utód nélküli – elhunytával kihalt a Wittelsbachok Pfalz-sulzbachi ága, így Bajorország is a dinasztia Pfalz-zweibrückeni ágára szállt. Miksa lett az egyesített pfalzi és bajor választófejedelmi cím (Kurfürst von Bayern und der Pfalz) birtokosa, IV. Miksa József néven.
1799-ben osztrák nyomásra belépett a forradalmi Franciaország elleni háborúba. 1801-ben különbékét kötött, mely szerint a Rajnától nyugatra eső területeket elveszti, de máshol kárpótolják. Több mint tíz évig Franciaország szövetségese maradt. 1803-ban megkapta Würzburgot, Bamberget, Freisinget és Augsburgot, valamint más birtokokat is. 1805-ben Ansbach is a Bajor Választófejedelemség birtokába jutott.

### Bajorország királya
1805. december 26-án a pozsonyi békében Miksa – I. Napóleon híveként – királyi címet kapott, 1806. január 1-jén Bajorország királyává koronáztatta magát. Miután a Rajnai Szövetség (Rheinbund) tagja volt, Franciaországot támogatta 1805-ben Ausztria, majd 1806–1807-ben Poroszország és Oroszország ellen, majd 1809-ben ismét Ausztria ellen. Ennek eredményeként megszerezte Nyugat-Ausztria nagyobb részét.
A francia haderő oroszországi veresége után Miksa 1813. október 8-án, a riedi egyezmény értelmében kilépett a Rajnai Szövetségből és Ausztriával lépett szövetségre, birodalmának sértetlensége érdekében. 1814–16-ban a Nyugat-Ausztriában elfoglalt területek (Tirol, Salzburg, Inn-négyszög, Hausruck) visszaszolgáltatásáért cserébe a bécsi kongresszustól megkapta Würzburgot, és a Rajna nyugati partján, a régi Pfalzi Választófejedelemségből is visszaadott területeket. Ugyanakkor a Badeni Nagyhercegség trónjára bejelentett igényét Metternich visszautasította.

### Házasságai, gyermekei
Miksa kétszer nősült és összesen 13 gyermeke volt.
Első felesége Auguszta Vilma Mária hessen–darmstadti hercegnő (1765–1796) volt, Georg Wilhelm von Hessen-Darmstadt herceg (1722–1782) és Maria Luise Albertine von Leiningen-Dagsburg-Falkenburg hercegnő (1729–1818) legfiatalabb leánya. 1785. szeptember 30-án kötöttek házasságot. A következő gyermekei születtek:
- Lajos Károly Ágost herceg (1786–1868), a későbbi I. Lajos bajor király.
- Auguszta Amália Ludovika Georgia hercegnő (1788–1851), Eugène de Beauharnais felesége, I. Oszkár svéd király anyósa.
- Amália Mária Auguszta hercegnő (1790–1794), meghalt kisgyermekkorban.
- Sarolta Auguszta Karolina hercegnő (1792. február 8. – 1873. február 9.), akinek első férje I. Vilmos württembergi király, második férje I. Ferenc osztrák császár, magyar és cseh király volt.
- Károly Tivadar herceg (1795. július 7. – 1875. augusztus 16.), tábornagy.

Második felesége Karolina Friderika Vilma badeni hercegnő (1776–1841) volt, Károly Lajos badeni trónörökös herceg (1755–1801) és Amália hessen–darmstadti hercegnő (1754–1832) legidősebb leánya. Esküvőjüket 1797. március 9-én tartották. Tőle a következő gyermekek születtek:
- Egy halva született fiú (1797)
- Károly herceg (1800–1803), kisgyermekkorban meghalt.
- Erzsébet Ludovika hercegnő (1801–1873), aki IV. Frigyes Vilmos porosz királyhoz ment férjhez.
- Amália Auguszta hercegnő (1801–1877), I. János szász király felesége.
- Zsófia Friderika hercegnő (1805–1872), I. Ferenc József császár és I. Miksa mexikói császár anyja.
- Mária Anna Leopoldina hercegnő (1805–1877), II. Frigyes Ágost szász király felesége.
- Mária Ludovika Vilma hercegnő (1808–1892), Miksa József bajor herceg felesége, Erzsébet királyné anyja
- Maximiliana Jozefa Karolina hercegnő (1810. július 21. – 1821. február 24.), gyermekként meghalt.